# فرودگاه باشا
فرودگاه باشا (به انگلیسی: Bashaw Airport) یک فرودگاه خصوصی است که یک باند فرود چمن دارد و طول باند آن ۸۹۹ متر است. این فرودگاه در کشور کانادا قرار دارد و در ارتفاع ۷۹۶ متری از سطح دریا واقع شده‌است.